# Василів (гміна Телятин)
Василів (пол. Wasylów) — село в Польщі, у гміні Телятин Томашівського повіту Люблінського воєводства. Населення — 197 осіб (2011).

## Історія
1620 року вперше згадується православна церква в селі.
За даними етнографічної експедиції 1869—1870 років під керівництвом Павла Чубинського, у селі здебільшого проживали греко-католики, усе населення розмовляло українською мовою.
У міжвоєнні 1918—1939 роки польська влада в рамках великої акції руйнування українських храмів на Холмщині і Підляшші знищила місцеву православну церкву.
У серпні 1944 року місцеві мешканці безуспішно зверталися до голови уряду УРСР Микити Хрущова з проханням включити село до складу УРСР, звернення підписало 153 осіб.
16-20 червня 1947 року під час операції «Вісла» польська армія виселила зі села на приєднані до Польщі північно-західні терени 169 українців. У селі залишилося 217 поляків.
У 1975—1998 роках село належало до Замойського воєводства.

## Населення
Демографічна структура станом на 31 березня 2011 року:
|          | Загалом | Допрацездатний вік | Працездатний вік | Постпрацездатний вік |
| -------- | ------- | ------------------ | ---------------- | -------------------- |
| Чоловіки | 100     | 21                 | 66               | 13                   |
| Жінки    | 97      | 16                 | 47               | 34                   |
| Разом    | 197     | 37                 | 113              | 47                   |

## Відомі люди

### Народилися
- Ніна Ткач (нар. 1926) — українська історикиня.
- Ніна Кухарчук (1900—1984) — радянська громадська діячка, дружина керівника УРСР та СРСР Микити Хрущова.

### Померли
- Альфонс Созанський (1755—1817) — греко-католицький церковний діяч, ієромонах-василіянин, педагог, проповідник. Був парохом у селі від початку 1790-х років.